# Democrația-Klasse
Als Democrația-Klasse bezeichnete die rumänische Marine vier Minensuchboote des deutschen Typs Minensuchboot 1940, deren Bau 1943 in Rumänien begann und die ab 1951 in Dienst kamen. Etwa im Jahr 2000 wurden die Boote ausgemustert und 2001 abgewrackt.

## Bau und technische Daten
Im Zweiten Weltkrieg plante die rumänische Marine, sechs Boote des deutschen Typs Minensuchboot 1940 auf rumänischen Werften zu bauen. Dazu wurden die Materialien aus Deutschland geliefert, um den Zusammenbau vor Ort vorzunehmen. Der Bau der Boote wurde 1943 auf der Werft Șantierul naval Galați (heute: Damen Shipyards Galati) in Galați begonnen. Vier Boote liefen bis zum Staatsstreich vom 23. August 1944 mit dem Seitenwechsel zu den Alliierten und dem Einmarsch sowjetischer Truppen noch vom Stapel, wurden jedoch nicht mehr fertig gestellt. Wieder aufgenommen wurde der Bau dieser vier Boote ab 1949 auf der Werft Santierul naval Viitorul in Brăila, die Fertigstellung der ersten beiden Boote Democrația und Descătușarea erfolgte 1951 und 1952, die beiden weiteren Boote Desrobirea und Dreptatea folgten 1954 und 1955. Die beiden auf den Hellingen liegenden Boote fünf und sechs waren noch 1944 abgewrackt worden.
Die Boote waren 62,0 Meter lang, 8,5 Meter breit und wiesen einen Tiefgang von 2,5 Meter auf. Die Konstruktionsverdrängung betrug 543 Tonnen, die maximale 775 Tonnen. Als Antrieb dienten zunächst zwei Verbunddampfmaschinen mit 2700 PS. Sie wirkten auf zwei Schrauben, die Boote erreichten eine Geschwindigkeit von 17,2 Knoten. Bei einer Geschwindigkeit von 10 Knoten hatten sie eine Reichweite von 4000 Seemeilen. Die Besatzung bestand aus bis zu 80 Mann. Als Bewaffnung trugen sie in der rumänischen Marine ursprünglich zwei einzelne 88-mm-SK C/35-Geschütze, zwei 37-mm-Flak sowie drei 20-mm-Flak.

## Umbauten und Geschichte
Nach der Ablieferung an die Marine wurden die Boote beginnend mit der Descătușarea (Kennung DB11) im Oktober 1951 der 596. Minensucher-Division in Constanța zugewiesen. Zeitlich versetzt folgten Democrația (Kennung DB12: Mai 1952), Desrobirea (DB13: 1954) und Dreptatea (DB14: Februar 1955). Bereits ab 1951 wurde die Feuerung der Maschinen auf Öl umgestellt.
Eine erste Änderung der Bewaffnung fand von 1958 bis 1960 statt: Dabei wurde die Bewaffnung den Standards im Warschauer Pakt angepasst und modernisiert: Die bisherigen 88-mm-Flak wurden durch sowjetische 85-mm-Flak ersetzt. Anschließend wurden alle vier Boote im Januar 1959 der 146. Minensucher-Division in Mangalia untergeordnet. Damit änderte sich auch die Kennung der Boote (Descătușarea: DB13, Democrația: DB14, Desrobirea DB15 und Dreptatea DB16).
Ein größerer Umbau und Modernisierung der vier Boote wurde von 1976 bis 1983 in Constanța vorgenommen – dieser änderte das Aussehen der Boote grundlegend. Der bestehende Hauptantrieb wurde durch zwei Dieselmotoren vom Typ 6KVD43A des VEB Dieselmotorenwerks Rostock ersetzt, der eine Versetzung des Schornsteins und eine Änderung der Aufbauten zur Folge hatte. Bei der Bewaffnung wurden die 85-mm-Flak entfernt und durch zusätzliche 37-mm-Flak ergänzt, die 20-mm-Flak durch 14,5-mm-Maschinengewehre ausgetauscht. Zusätzlich kamen Strela-2-Flugabwehrraketen, RBU-1200-Wasserbombenwerfer sowie eine zeitgemäße elektronische Ausrüstung an Bord. Ob alle Boote oder lediglich die Dreptatea eine Hubschrauberplattform am Heck erhielten, ist unklar.

## Verbleib
1993 wurden die vier Boote umklassifiziert und wurden als Korvetten geführt. Gleichzeitig wurden die Namen geändert – von Democrația zu Vice-Amiral Emil Grecescu, Descătușarea wurde zu Vice-Amiral Ioan Bălănescu, Desrobirea zu Vice-Amiral Mihail Gavrilescu und Dreptatea zu Vice-Amiral Ioan Georgescu. Etwa 2000 wurden alle vier Boote ausgemustert und 2001 in Mangalia abgewrackt.

## Einheiten
| Name         | weitere Namen                           | Bauwerft                       | Stapellauf      | Indienststellung         | Dienstzeit | Anmerkungen, Verbleib           |
| ------------ | --------------------------------------- | ------------------------------ | --------------- | ------------------------ | ---------- | ------------------------------- |
| Democrația   | Vice-Amiral Emil Grecescu (ab 1993)     | Șantierul naval Galați, Galaţi | 1943            | 1952                     | 1952–2000  | 2001 in Mangalia abgewrackt;    |
| Descătușarea | Vice-Amiral Ioan Bălănescu (ab 1993)    | Șantierul naval Galați, Galaţi | 1943            | 1951                     | 1951–2000  | 2001 in Mangalia abgewrackt;    |
| Desrobirea   | Vice-Amiral Mihail Gavrilescu (ab 1993) | Șantierul naval Galați, Galaţi | 1943            | 1954                     | 1954–2000  | 2001 in Mangalia abgewrackt;    |
| Dreptatea    | Vice-Amiral Ioan Georgescu (ab 1993)    | Șantierul naval Galați, Galaţi | 1943            | 1955                     | 1955–2000  | 2001 in Mangalia abgewrackt;    |
| (5. Boot)    |                                         | Șantierul naval Galați, Galaţi | kein Stapellauf | nicht in Dienst gestellt |            | vor Stapellauf 1944 abgewrackt; |
| (6. Boot)    |                                         | Șantierul naval Galați, Galaţi | kein Stapellauf | nicht in Dienst gestellt |            | vor Stapellauf 1944 abgewrackt; |